# Otto Preminger
Otto Ludwig Preminger (Wiznitz, 5 december 1905 – New York, 23 april 1986) was een Oostenrijks-Amerikaans filmregisseur, producer en acteur. Hij werd bekend met gestileerde films noirs zoals Laura (1944) en Fallen Angel (1945) en maakte meer dan 50 lange speelfilms.

## Biografie
De Joodse Otto Preminger werkte voor de Oostenrijkse theaterdirecteur Max Reinhardt. Door de nazidreiging vluchtte hij in 1935 naar de Verenigde Staten. Hier werkte hij bij 20th Century Fox als acteur en regisseur. Na de Tweede Wereldoorlog werd hij een bekend filmregisseur, die films maakte als Laura (1944), Anatomy of a Murder (1959), Angel Face (1952) en Saint Joan (1957).

## Filmografie
- 1931: Die große Liebe
- 1936: Under Your Spell
- 1937: Danger: Love at Work
- 1938: Kidnapped
- 1943: Margin for Error
- 1944: In the Meantime, Darling
- 1944: Laura
- 1945: A Royal Scandal
- 1945: Fallen Angel
- 1946: Centennial Summer
- 1947: Forever Amber
- 1947: Daisy Kenyon
- 1949: The Fan
- 1950: Whirlpool
- 1950: Where the Sidewalk Ends
- 1951: The 13th Letter
- 1952: Angel Face
- 1953: Stalag 17
- 1953: The Moon Is Blue
- 1954: River of No Return
- 1954: Carmen Jones
- 1955: The Man with the Golden Arm
- 1955: The Court-Martial of Billy Mitchell
- 1957: Saint Joan
- 1958: Bonjour tristesse
- 1959: Porgy and Bess
- 1959: Anatomy of a Murder
- 1960: Exodus
- 1962: Advise and Consent
- 1963: The Cardinal
- 1964: In Harm's Way
- 1965: Bunny Lake Is Missing
- 1967: Hurry Sundown
- 1968: Skidoo
- 1970: Tell Me That You Love Me, Junie Moon
- 1971: Such Good Friends
- 1975: Rosebud
- 1979: The Human Factor